# حسين فاضل
حسين فاضل عبد الله معتوق ، لاعب كرة قدم كويتي سابق، من مواليد 9 أكتوبر 1984، كان أحد لاعبي القادسية الكويتي.
يلعب في مركز قلب الدفاع أو في مركز الليبرو، يعتبر من أفضل اللاعبين في الكويت الذين يشغلون هذا المركز، ولكن الإصابات المتلاحقة التي ألمت به منعته من اللعب لمدة طويلة.
وفي 18 يوليو 2009 قال حسين فاضل بأن يحلم بالاحتراف الخارجي، وأنه لم يتلق عرضًا إلا من نادي نجران السعودي ، وفي يوم 15 أغسطس 2009 رفع نادي الجزيرة الإماراتي العرض المقدم من 600 ألف دولار أمريكي إلى مليون دولار أمريكي للانتقال لمدة موسم واحد، وإذا انتقل سيكون الأغلى على مستوى اللاعبين الكويتيون المحترفون في الخارج، وسيكون أغلى مدافع في الخليج العربي.
و في عام 2013 انتقل إلى دوري الخليج العربي في الإمارات لصالح فريق الوحدة الإماراتي، وفي شتاء 2016 عاد إلى نادي القادسية الكويتي.

## إنجازاته
- كأس الأمير (مرتين): 2004/2003, 2007/2006
- الدوري الكويتي (أربع مرات): 2004/2003, 2005/2004, 2009/2008, 2016/2015
- كأس ولي العهد (أربع مرات): 2004/2003, 2005/2004, 2006/2005, 2009/2008
- كأس الخرافي (مرة واحدة): 2006/2005
- كأس الاتحاد الكويتي (مرة واحدة): 2008/2007
- كأس الخليج للأندية (مرة واحدة): 2006/2005

## روابط خارجية
- حسين فاضل على موقع الاتحاد الدولي (مؤرشف)  (الإنجليزية)
- حسين فاضل على موقع ناشيونال فوتبول تيمز (الإنجليزية)
- حسين فاضل على موقع Soccerway.com (الإنجليزية)